# Johann-Sebastian-Bach-Institut
Das Johann-Sebastian-Bach-Institut in Göttingen wurde 1951 als federführendes Editionsinstitut für die Neue Bach-Ausgabe gegründet.
Als Trägerverein diente der Verein Johann-Sebastian-Bach Institut Göttingen e. V. Seine Aufgabe war es, in Zusammenarbeit  mit dem Bach-Archiv Leipzig eine neue Ausgabe sämtlicher Werke Johann Sebastian Bachs zu erarbeiten, die strengen wissenschaftlichen Anforderungen genügen und zugleich der musikalischen Praxis dienen sollte. Eine zuverlässige Werkausgabe lag 1951 nicht vor; zudem hatten die Zerstörungen des Zweiten Weltkriegs zu dem Bewusstsein geführt, dass man die erhaltenen Quellen für eine Neuausgabe nutzen müsse, um das Werk Bachs so authentisch wie möglich wiederzugeben und damit dauerhaft zur Verfügung zu haben.
Das Institut stellte mit Fertigstellung der Neuen Bach-Ausgabe Ende 2006 seine Tätigkeiten ein.

## Direktoren des Institutes
- 1951–1961: Hans Albrecht
- 1961–1962: Wilhelm Martin Luther
- 1962–1993: Georg von Dadelsen
- 1993–2006: Martin Staehelin